# جورج آدم كلير
جورج آدم كلير هو سياسي كندي، ولد في 6 يونيو 1854، وتوفي في 9 يناير 1915. نشط حزبياً في حزب كندا المحافظ. وقد انتخب عضو مجلس العموم الكندي.